# Coleraine (hrabstwo)

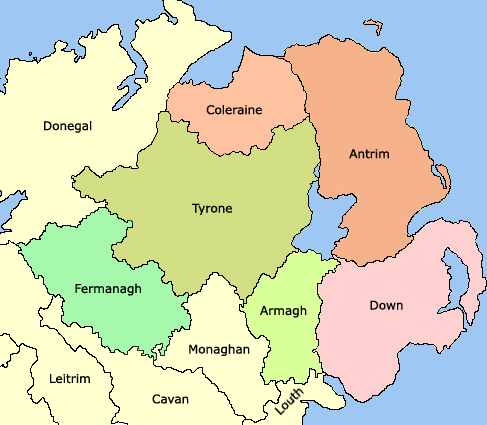
Granice Coleraine oraz innych hrabstw na terytorium współczesnej Irlandii Północnej w 1585 roku

Coleraine (ang. County Coleraine) – historyczne hrabstwo irlandzkie, w prowincji Ulster, istniejące w latach 1585–1613, następnie wcielone do nowo ustanowionego hrabstwa Londonderry. Nazwa pochodzi od miasta Coleraine, które było jego stolicą.